# Jean-Germain Mousset
Jean-Germain Mousset MEP (koreanisch: 문제만 제르마노; * 19. September 1876 in Saint-Rambert-sur-Loire; † 8. Juni 1957 in Seoul) war ein französischer römisch-katholischer Priester und Apostolischer Vikar in Korea.

## Leben
Germain Mousset wurde am 1. August 1895 in das Seminar der Pariser Mission aufgenommen. Die Priesterweihe für die Pariser Mission empfing er am 24. Juni 1900. Er reiste am 1. August für die Mission nach Korea. Nach einer Einführung in die koreanische Sprache wurde er 1901 nach Masan auf der Insel Ché-ju entsandt und 1911 zum Pfarrer der neuerrichteten Kirchengemeinde in Taegu ernannt.
Nach dem Tod von Bischof Démange ernannte Papst Pius XI. ihn am 13. Dezember 1938 zum Titularbischof von Irenopolis in Isauria und zum Apostolischen Vikar von Taegu. Die Bischofsweihe spendete ihm am 7. Mai 1939 Jean Baptiste Alexis Chambon, Bischof von Yokohama; Mitkonsekratoren waren Adrien-Jean Larribeau, Apostolischer Vikar von Seoul, und Paul Aijirō Yamaguchi, Bischof von Nagasaki.
Moussets Amtszeit war kurz, insbesondere hatte er aufgrund des Zweiten Weltkriegs und des zunehmenden Nationalismus der japanischen Besatzer mit vielerlei Schwierigkeiten zu kämpfen. Er trat am 25. Oktober 1942 vom Amt als Apostolischer Vikar zurück und zog sich nach Pohang zurück. Im Jahr 1951 wurde er zu Koreas erstem Regionalsuperior der Pariser Mission gewählt.
Jean-Germain Mousset starb am 8. Juni 1957 in Seoul und wurde in Taegu beigesetzt.